# Rougemont (Côte-d’Or)
Rougemont település Franciaországban, Côte-d’Or megyében. Lakosainak száma 144 fő (2022. január 1.). Rougemont Perrigny-sur-Armançon, Arrans, Asnières-en-Montagne, Buffon, Quincy-le-Vicomte és Aisy-sur-Armançon községekkel határos.

## Népesség
A település népessége az elmúlt években az alábbi módon változott:
| Lakosok száma | 223  | 167  | 158  | 170  | 170  | 162  | 156  | 149  | 145  | 144  |
|               | 1968 | 1982 | 1990 | 2006 | 2013 | 2015 | 2017 | 2019 | 2020 | 2022 |